# Stelling van Ptolemaeus

De stelling van Ptolemaeus is een stelling over koordenvierhoeken, toegeschreven aan Claudius Ptolemaeus. De stelling legt een relatie tussen de lengtes van de vier koorden op een koordenvierhoek en luidt:
Een convexe vierhoek {\displaystyle ABCD} is een koordenvierhoek dan en slechts dan als
{\displaystyle AB\cdot CD+BC\cdot AD=AC\cdot BD}
Als {\displaystyle ABCD} een rechthoek is, dan volgt hieruit de stelling van Pythagoras.
Als {\displaystyle ABCD} geen koordenvierhoek is, dan geldt dat 
{\displaystyle AB\cdot CD+BC\cdot AD>AC\cdot BD}
Dit wordt ook wel de ongelijkheid van Ptolemaeus genoemd. De stelling van Pompeiu is een gevolg van deze ongelijkheid.
De stelling van Casey is een generalisatie van de stelling van Ptolemaeus.